# مجتمع تجاری میلاد نور
مجتمع تجاری میلاد نور یا مرکز خرید میلاد نور از قدیمی‌ترین مراکز خرید در شهر تهران می‌باشد. این مجتمع تجاری در سال ۱۳۷۸ شمسی در منطقه ۲ تهران، محدوده شهرک غرب با الهام از سبک معماری مدرن (ترکیب فلز و شیشه) و در حد استانداردهای جهانی زمان خود ساخته شد. این مجتمع تجاری در زمان شکل‌گیری به عنوان نمادی پیشرو در صنعت مراکز خرید ایران به‌شمار می‌آمد و با سازه و نمایی متفاوت و عظیم الجثه به قطب جذب جمعیت به ویژه نسل جوان و مشاهیر هنری و ورزشی در پایتخت و ایران بدل گشت.

## تاریخچه
مجتمع تجاری میلاد نور در سال ۱۳۷۸ شمسی (۱۹۹۹ میلادی) در محدوده شهرک غرب (شهرک قدس) واقع در منطقه ۲ تهران به بهره‌برداری رسید. عملیات اجرایی این مجتمع تجاری از زمان کلنگ زنی آن در سال ۱۳۷۰ (۱۹۹۲ میلادی) شروع شد و طی ۷ سال ساخته شد. در آن زمان، ایجاد این مجتمع تجاری در ایران به عنوان نقطه عطفی در صنعت مراکز خرید تهران و ایران به‌شمار می‌رفت. به زعم بسیاری، این مجتمع تجاری، یکی از اولین مراکز خرید مدرن کشور بود که بعد از انقلاب اسلامی در ایران آغاز به کار کرد. شکل‌گیری این مجتمع در آن زمان سبب شد، نگاه بسیاری از افراد نسبت به ساختمان‌های تجاری تغییر کرده و رویکردی متفاوت اتخاذ نمایند. موفقیت مجتمع تجاری میلاد نور به حدی زیاد بود که سالها این مرکز به عنوان یکی از مهم‌ترین مقاصد برای خرید و بازدید به حساب می‌آمد.
این مجتمع در زمان شروع به کار خود از لحاظ ظاهری، میزان جمعیت بازدید کننده، شیوه ساخت، قیمت و تنوع واحدهای تجاری و سایر مسائل اقتصادی و اجتماعی در حوزه‌های مختلف مورد بررسی و تحلیل کارشناسان و اندیشمندان مختلف قرار می‌گرفت؛ به طوری که فعالان حوزه اقتصادی و اجتماعی و گردشگری در گزارش‌ها و مقالات خود به آن می‌پرداختند.

## مشخصات جغرافیایی و فیزیکی

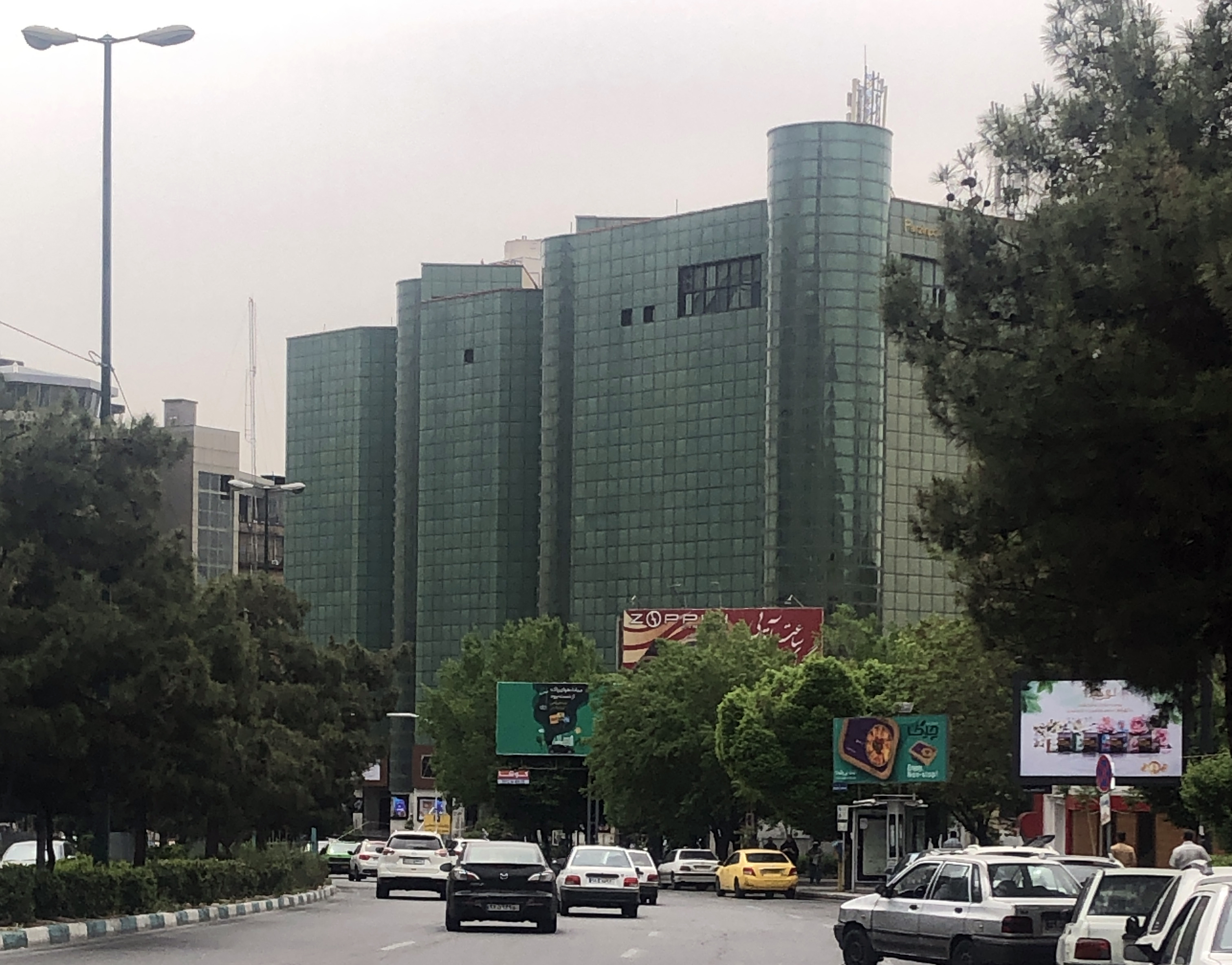
مجتمع تجاری میلاد نور در بلوار فرحزادی شهرک غرب تهران

مجتمع تجاری میلاد نور در زمینی به ۱۲۰٬۰۰۰ مترمربع در بلوار فرحزادی تهران، حد فاصل میدان صنعت و بلوار ایوانک، در منطقه ۲ شهر تهران واقع شده است. این مرکز از شمال و شرق به صورت مستقیم با بلوار فرحزادی و از غرب و جنوب به صورت غیر مستقیم با خیابان سیمای ایران ارتباط دارد. از مراکز پیرامونی این مجتمع می‌توان به دانشکده هنر و معماری و دانشکده علوم انسانی دانشگاه آزاد اسلامی واحد تهران غرب، مرکز خرید لیدوما، اداره منطقه برق سعادت آباد، برج ستین و مسجد جامع شهرک غرب، بیمارستان لاله و مرکز خرید پلاتین اشاره نمود.
مجتمع تجاری میلاد نور دارای یک سازه ۱۱ طبقه‌ای شامل ۳ طبقه پارکینگ منفی، ۲ طبقه همکف و ۶ طبقه فوقانی تجاری است. نمای این مجتمع به سبک معماری مدرن متشکل از ورقه‌های مربعی شکل با جنس فلز به رنگ سبز و شیشه‌های کرتین وال به صورت ترکیبی از سطوح به هم پیوسته ساخته شده است. این مجتمع دارای ۳۵۷ واحد تجاری از انواع برندها و کالاها اعم از طلا و جواهر، ساعت، پوشاک، کیف و کفش، لوازم آرایشی و بهداشتی، عطر، فرش‌های ابریشم و تابلو فرش، وسایل تزئینی، فودکورت، انواع رستوران و کافه و … در ۸ طبقه می‌باشد. این مجتمع دارای ۸ دستگاه آسانسور در بخش شمالی، شرقی و غربی و پله برقی و راه پله در بخش غربی طبقات بوده که دسترسی به کل ساختمان را تسهیل می‌نمایند.

### دسترسی با وسایط نقلیه و مترو

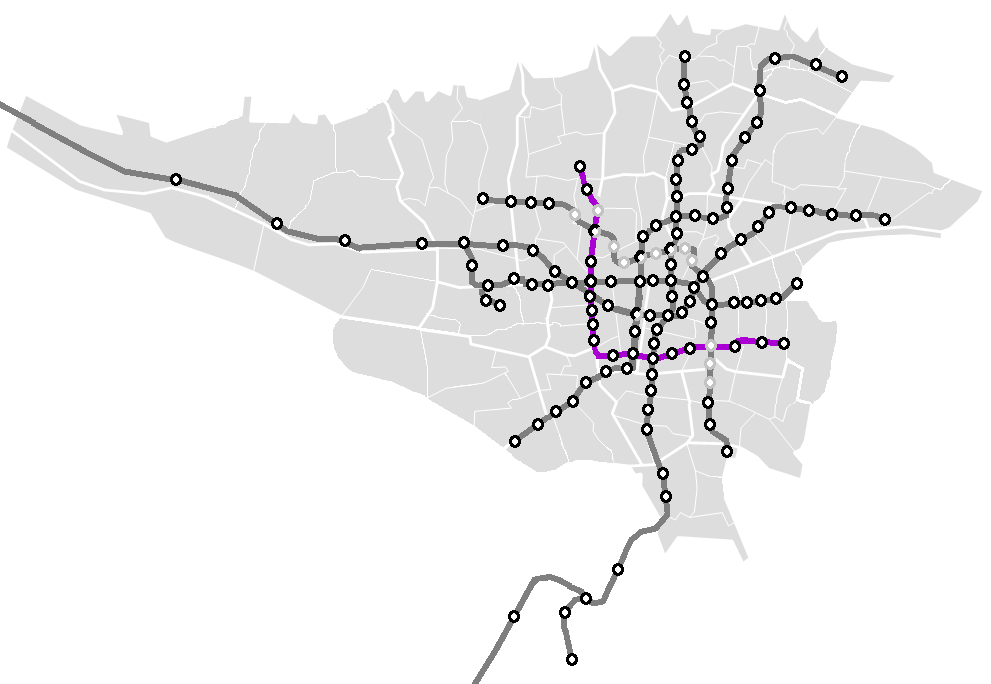

برای دسترسی به مجتمع تجاری میلاد نور به وسیله وسایط نقلیه می‌توان از مسیر بزرگراه همت> بلوار پاکنژاد> بلوار فرحزادی یا مسیر بزرگراه همت> بزرگراه یادگار امام> بلوار ایوانک> بلوار فرحزادی یا مسیر بزرگراه نیایش> بلوار پاکنژاد> بلوار فرحزادی استفاده نمود. همچنین می‌توان از خط ۷ متروی تهران که در نقشه خطوط متروی تهران به رنگ بنفش نشان داده شده استفاده نموده و از ایستگاه متروی میدان صنعت خارج و با پیاده‌روی ۵ دقیقه ای در بلوار فرحزادی به مجتمع تجاری میلاد نور دسترسی پیدا کرد.

## آلبوم عکس‌ها

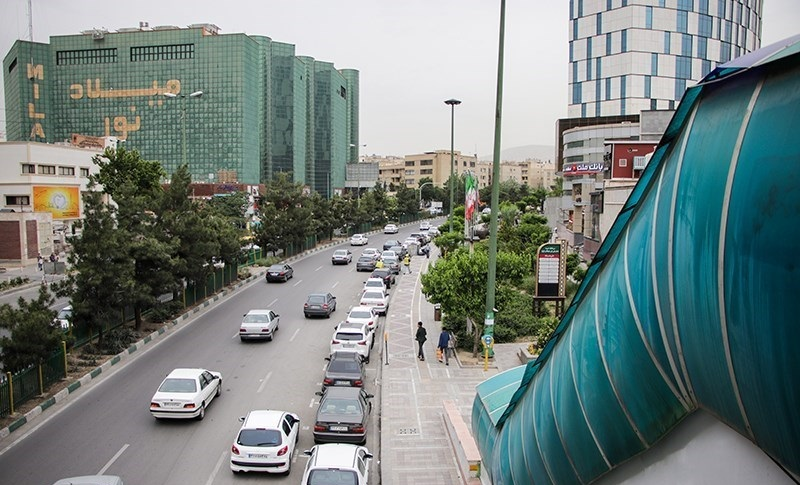